# Qútham ibn al-Abbàs ibn Abd-al-Múttalib al-Haiximí
Qútham ibn al-Abbàs ibn Abd-al-Múttalib al-Haiximí (àrab: قثم بن العباس بن عبد المطلب الهاشمي, Quṯam b. a-ʿAbbās b. ʿAbd al-Muṭṭalib al-Hāximī) fou un company del profeta Muhàmmad. Era fill d'un oncle del profeta, Abbàs ibn Abd-al-Múttalib, i d'una cunyada d'aquest, Umm-al-Fadl al-Hilaliyya.
Tenia semblança amb Mahoma però no es va convertir a l'islam fins després de la conquesta de la Meca, i encara per seguir al seu pare. El 656 Ali ibn Abi-Tàlib el va nomenar governador de Medina i l'any següent, davant l'amenaça de Talha, az-Zubayr i Àïxa, governador de la Meca i de Taif, càrrec que va conservar durant tot el califat del seu cosí. El 659 se l'esmenta dirigint el pelegrinatge. El 676 acompanyà l'exèrcit del Khurasan dirigit per Saïd ibn Uthman ibn Affan que va envair Transoxiana. En aquesta campanya hauria mort no se sap si en combat o de mort natural, durant el setge de Samarcanda el 677. La seva tomba a Samarcanda va esdevenir un mausoleu i lloc de pelegrinatge; fou engrandit sota els karakhànides i seljúcides i Sandjar hi va afegir una madrassa. Ibn Battuta va visitar Samarcanda en el regnat del txagataïda Ala al-Din Tarmashirin (1326-1334) i va trobar el mausoleu molt ricament decorat i molt visitat.